# Архієпископ Майнца

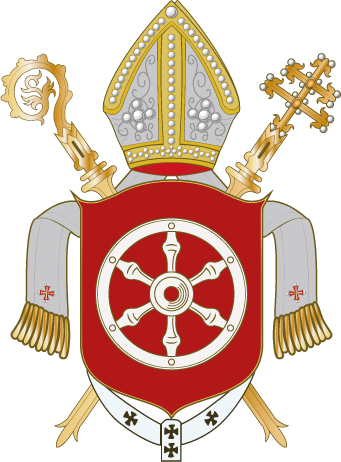
Герб майнцьких архієпископів-курфюрстів.

Архієпи́скоп Ма́йнца — титул головного католицького єпископа (митрополита) німецького міста Майнц і Майнцького архієпископства. У 780—1803 роках був одним із курфюрстів і імперських князів Священної Римської імперії, примасом та архіканцлером Німеччини. Вважався другою особою в імперії після імператора. Також — архієпископ Майнцький, майнцький курфюрст.

## Легендарні єпископи (80—350)
| Ім'я                            | з         | по        |
| Кріскент (учень Апостола Павла) | 80        | 103       |
| Марін I                         | 103       | 109       |
| Кресцентій                      | 109       | 127       |
| Кіріас                          | 127       | 141       |
| Хіларій                         | 141       | 161       |
| Мартін I                        | 161       | 175       |
| Цельс                           | 175       | 197       |
| Луцій                           | 197       | 207       |
| Готтард                         | 207       | 222       |
| Софрон                          | 222       | 230       |
| Ерігер I                        | 230       | 234       |
| Рутхер                          | 234       | 254       |
| Авіт                            | 254       | 276       |
| Ігнатій                         | 276       | 289       |
| Діонісій                        | 289       | 309       |
| Рупрехт I                       | 309       | 321       |
| Адальхард                       | 321       | 323 / 325 |
| Луцій Аннаєй                    | 331 / 325 | 350 / 343 |

## Єпископи (350—745)
Імена перших єпископів Майнца достовірно невідомі. Лише з 368 року з'являються перші дані про єпископів Майнца. Налічується десять списків єпископів Майнца. Найстаріший з них, датований X століттям, міститься у Фульдських анналах, перенесений звідти до Мюнхенського кодексу у XIX столітті. Цей список починається з Ореуса. В кодексі Bernensis Nr. 378 список збільшується на чотирьох єпископів. Кодекс датується X століттям, зі змінами, внесеними у XI столітті. Однак справжність цього документа не доведено, а в частині опису єпископа Кріскента, учня апостола Павла кодекс спирається й зовсім на легенди.
| Ім'я                                                                   | з               | по        | Коментар |
| Кріскент                                                               |                 |           | Ученик апостола Павла, доданий до списку лише у XII столітті (див. Легендарні єпископи).                        |
| Мартін                                                                 | близько 350     |           | роки життя невідомі, можливо не існував                                                                         |
| Суффроній також Софроній                                               | близько 368 (?) |           | |
| Ботадій також Бодадій, Батодій, Батадій                                |                 |           | ім'я не римського походження, жив у часи після утворення держави франків                                        |
| Ріутхард, також Рутхард                                                |                 |           | жив у часи після утворення держави франків                                                                      |
| Ореус                                                                  | до 406          | 436       | перший єпископ у Фюльдських анналах                                                                             |
| Теомаст/Теонестій                                                      |                 |           | Ім'я Теомаста відсутнє у більшості списків. Можливо очолював кафедру після того як у 406 році її залишив Ореус. |
| Максим                                                                 |                 |           | останній єпископ Римського періоду                                                                              |
| З середини V століття список переривається, можливо кафедра пустувала. |                 |           | |
| Сидоній                                                                |                 | 589       | за Фортунатом зайняв кафедру близько 565 року.                                                                  |
| Сигіберт I (Вілберт, Сигізмунд)                                        | 587/589         | 610       | |
| Леудегасій                                                             | 612             |           | згадується у хроніці Фредегара.                                                                                 |
| Петілін                                                                |                 |           | Можливо ідентичний до Ботадія                                                                                   |
| Ланвальд                                                               | около 650       |           | |
| Лабоальд                                                               |                 | після 661 | У дійсний час розповсюджена думка, що він ідентичний до Ріутхарда.                                              |
| Зігберт II (Ригіберт)                                                  | після 694       | до 711    | |
| Герольд                                                                | 724             | 743       | |
| Гевієліоб                                                              | 743             | 745       | |

## Архієпископи (745—1803)
Принаймні з XIII століття архієпископи були курфюрстами Священної Римської Імперії.
| Ім'я                                                        | з                             | по                            | Герб |
| Святий Боніфатій (Особистий титул)                          | 745                           | 754                           |      |
| святий Лулл (перший архієпископ створеного архієпископства) | 755                           | 786                           | —    |
| Рихульф                                                     | 787                           | 813                           | —    |
| Хайстульф                                                   | 813                           | 825                           | —    |
| Отгар                                                       | 826                           | 847                           | —    |
| Рабан Мавр                                                  | 847                           | 856                           | —    |
| Карл Аквітанський (Каролінги)                               | 856                           | 863                           | —    |
| Ліутберт (Архіканцлер)                                      | 863                           | 889                           | —    |
| Сундерольд                                                  | 889                           | 891                           | —    |
| Хатто I                                                     | 891                           | 913                           | —    |
| Ерігер                                                      | 913                           | 927                           | —    |
| Хільберт                                                    | 927                           | 937                           | —    |
| Фрідріх                                                     | 937                           | 954                           | —    |
| Вільгельм (Людольфінг)                                      | 954                           | 968                           | —    |
| Хатто II                                                    | 968                           | 970                           | —    |
| Рупрехт                                                     | 970                           | 975                           | —    |
| Віллігіз                                                    | 975                           | 1011                          | —    |
| Ерканбальд                                                  | 1011                          | 1021                          | —    |
| Арібо                                                       | 1021                          | 1031                          | —    |
| Бардо                                                       | 1031                          | 1051                          | —    |
| Ліутпольд I                                                 | 1051                          | 1059                          | —    |
| Зиґфрід I                                                   | 1059                          | 1084                          | —    |
| Везіло                                                      | 1084                          | 1088                          | —    |
| Рутхард                                                     | 1088                          | 1109                          |      |
| Адальберт I                                                 | 1111                          | 1137                          | —    |
| Адальберт II                                                | 1138                          | 1141                          | —    |
| Маркольф                                                    | 1141                          | 1142                          | —    |
| Генріх I Фелікс фон Гарбург                                 | 1142                          | 1153                          | —    |
| Арнольд фон Селенхофен                                      | 1153                          | 1160                          | —    |
| Рудольф фон Церінген                                        | 1160                          |                               | —    |
| Крістіан I фон Бух                                          | 1160                          | 1161                          | —    |
| Конрад I фон Віттельсбах                                    | 1161                          | 1165                          | —    |
| Крістіан I фон Бух                                          | 1165                          | 1183                          | —    |
| Конрад I фон Віттельсбах                                    | 1183                          | 1200                          | —    |
| Леопольд II фон Шенфельд (Розкол до 1208)                   | 1200                          | 1208                          | —    |
| Зиґфрід II фон Еппштейн (Рзкол до 1208)                     | 1200                          | 1230                          | —    |
| Зиґфрід III фон Еппштейн                                    | 1230                          | 1249                          |      |
| Крістіан II фон Боланден                                    | 1249                          | 1251                          |      |
| Герхард I фон Даун                                          | 1251                          | 1259                          |      |
| Вернер фон Еппштейн                                         | 1259                          | 1284                          |      |
| Генріх II фон Існі                                          | 1286                          | 1288                          |      |
| Герхард II фон Еппштейн                                     | 1288                          | 1305                          |      |
| Петер фон Ашпельт                                           | 1306                          | 1320                          |      |
| Матіас фон Бухек                                            | 1321                          | 1328                          |      |
| Болдуїн фон Люксембург (Адміністратор)                      | 1328                          | 1337                          |      |
| Генріх III фон Вірнебург                                    | 1328                          | 1346/1353 (1346—1353 Schisma) |      |
| Герлах фон Нассау                                           | 1346/1353 (1346—1353 Schisma) | 1371                          |      |
| Йоганн фон Люксембург-Лігні                                 | 1371                          | 1373                          |      |
| Людвіг фон Мейсен                                           | 1374                          | 1381                          |      |
| Адольф I фон Нассау                                         | 1381                          | 1390                          |      |
| Конрад II фон Вайнсберг                                     | 1390                          | 1396                          |      |
| Готфрід фон Лейнінген                                       | 1396                          | 1397                          |      |
| Йоганн II фон Нассау                                        | 1397                          | 1419                          |      |
| Конрад III фон Даун                                         | 1419                          | 1434                          |      |
| Дитріх Шенк фон Ербах                                       | 1434                          | 1459                          |      |
| Дітер фон Ізенбург                                          | 1459                          | 1461                          |      |
| Адольф II фон Нассау                                        | 1461                          | 1475                          |      |
| Дітер фон Ізенбург                                          | 1475                          | 1482                          |      |
| Адальберт III фон Сажен (Адміністратор)                     | 1482                          | 1484                          |      |
| Бертольд фон Хеннеберг                                      | 1484                          | 1504                          |      |
| Якоб фон Лібенштейн                                         | 1504                          | 1508                          |      |
| Урієль фон Геммінген                                        | 1508                          | 1514                          |      |
| Альбрехт Бранденбурзький                                    | 1514                          | 1545                          |      |
| Себастьян фон Хосенштамм                                    | 1545                          | 1555                          |      |
| Даніель Брендель фон Гомбург                                | 1555                          | 1582                          |      |
| Вольфганг фон Дальберг                                      | 1582                          | 1601                          |      |
| Йоганн Адам фон Бікен                                       | 1601                          | 1604                          |      |
| Йоганн Швайкард фон Кронберг                                | 1604                          | 1626                          |      |
| Георг Фрідріх фон Гріффенцлау                               | 1626                          | 1629                          |      |
| Ансельм Казимір Вамбольт фон Умштадт                        | 1629                          | 1647                          |      |
| Йоганн Філіп фон Шенборн                                    | 1647                          | 1673                          |      |
| Лотар фон Меттерніх-Буршайд                                 | 1673                          | 1675                          |      |
| Даміан Хартард фон дер Лейєн                                | 1675                          | 1678                          |      |
| Карл Генріх фон Меттерніх-Віннебург                         | 1679                          | 1679                          |      |
| Ансельм Франц фон Інгельхейм                                | 1679                          | 1695                          |      |
| Лотар Франц фон Шенборн                                     | 1695                          | 1729                          |      |
| Франц Людвіг фон Пфальц-Ноебург                             | 1729                          | 1732                          |      |
| Філіп Карл фон Ельтц                                        | 1732                          | 1743                          |      |
| Йоганн Фрідріх Карл фон Остейн                              | 1743                          | 1763                          |      |
| Еммеріх Йозеф фон Брайдбах цу Бюрресхайм                    | 1763                          | 1774                          |      |
| Фрідріх Карл Йозеф фон Ерталь                               | 1774                          | 1802                          |      |
| Карл Теодор фон Дальберг                                    | 1802                          | 1803                          |      |

## Єпископи з 1802
| Ім'я                                                                | з    | по   | Герб |  |
| Йозеф Людвіг Кольмар                                                | 1802 | 1818 |      |  |
| Йозеф Вітус Бург                                                    | 1830 | 1833 |      |  |
| Йоганн Якоб Хуманн                                                  | 1833 | 1834 |      |  |
| Петер Леопольд Кайзер                                               | 1834 | 1848 |      |  |
| Вільегльм Еммануіль фон Кеттелер                                    | 1850 | 1877 |      |  |
| Кафедра пустувала (Культурна війна) Кристоф Мойфанг (Адміністратор) | 1877 | 1886 |      |  |
| Пауль Леопольд Хаффнер                                              | 1886 | 1899 |      |  |
| Генріх Брюк                                                         | 1899 | 1903 |      |  |
| Георг Генріх Марія Кірштейн                                         | 1904 | 1921 |      |  |
| Людвіг Марія Гуго                                                   | 1921 | 1935 |      |  |
| Альберт Штоор                                                       | 1935 | 1961 |      |  |
| Герман Фольк                                                        | 1962 | 1982 |      |  |
| Карл Леманн                                                         | 1983 |      |      |  |